# René Dillen
Pour les articles homonymes, voir Dillen.
René Dillen (né le 18 juin 1951 à Wilrijk) est un coureur cycliste belge, professionnel de 1973 à 1979.

## Palmarès

### Palmarès amateur
- 1971
  - 3e de Gand-Ypres
- 1972
  - Fyen Rundt
  - Grand Prix Bodson
  - 5ea étape du Tour de Campine
  - 3e du Grand Prix des Marbriers
- 1973
  - Gand-Ypres
  - 2eb étape du Tour de Campine
  - 9e étape de la Course de la Paix
  - Courtrai-Gammerages
  - 3e de Paris-Roubaix amateurs
  - 3e du Tour de Campine

### Palmarès professionnel
- 1974
  - 2e étape du Grand Prix du Midi libre
  - 2e du Grand Prix d'Isbergues
- 1975
  - Grand Prix de Péruwelz
  - 5e étape des Quatre Jours de Dunkerque
  - 2e du Grand Prix du 1er mai
  - 3e du Circuit du Pays de Waes
- 1977
  - 3e étape du Tour de Romandie
  - 2e étape du Tour de Suisse
- 1979
  - 2e de la Coupe Sels
  - 3e de Kessel-Lierre

## Résultats sur les grands tours

### Tour de France
5 participations
- 1975 : 70e
- 1976 : 74e
- 1977 : hors délais (17e étape)
- 1978 : 51e
- 1979 : 61e

### Tour d'Espagne
1 participation
- 1979 : 37e